# Alikeh Kukeltaix
Ala al-Din Alikeh Kukeltaix (+1440) fou un amir de Xah Rukh (segle XV). Kuketaix vol dir germà de llet, perquè havia estat germà de llet de Xah Rukh. Era fill d'un desconegut anomenat Aduk (probablement d'origen obscur o fins i tot esclau) i ell mateix al·legava que havia passat al servei de Xah Rukh per ordre de Tamerla (durant el regnat del qual no es esmentat). Alguns historiadors pensen que era entre 25 i 30 anys mes gran que Xah Rukh i que fou una mena de tutor del jove, però això implicaria haver nascut vers 1350 per lo que hauria viscut uns 90 anys i estar actiu fins al final, cosa poc probable en aquell temps.
El 1406 quan Said Khoja es va revoltar, les tropes acantonades a Merv i Sarakhs, liderades per l'amir Alikeh Kukeltaix, van decidir servir a Xah Rukh decantant la balança a favor del emperador; Said Khoja quan ho va saber va decidir fugir cap al Mazanderan; Xah Rukh va incrementar molt les seves forces amb l'arribada dels contingents d'Alikeh; el 5 d'agost de 1406 Xah Rukh amb aquestes tropes va sortir de Radekan i es va dirigir cap al Mazanderan.
L'abril de 1409 quan Xah Rukh va marxar a Samarcanda, va enviar per endavant a l'amir Ala al-Din Alikeh que li va preparar l'acollida; l'emperador va arribar el maig del 1409 entrant a la ciutat el dia 22.
El 1412 Xah Rukh va enviar dos amirs a Coràsmia: Alikeh Kukeltaix i Elies Khoja, amb un exèrcit, i Musa Ka de Transoxiana amb 5000 homes. Els dos exèrcits es van trobar ja en territori de Coràsmia. A Urganj tenia el comandament Mubarak Xah, fill d'Adiku, amb Bijek com a cap de l'administració (emiri-diwan) i Sader com a cadi. Els amirs i notables es van reunir i hi va haver criteris divergents sobre que calia fer, però Adiku va optar per proposar la pau. Mentre Alikeh i Elies s'havien dirigit a un altre punt del país (que la font no identifica) i havia matat i fet presoners a molts habitants; els partidaris de la guerra es van reforçar i van fer un atac sorpresa a les forces imperials, que al no estar preparades foren dispersades; els combats van durar tot el dia i part de la nit fins a l'arribada d'Adiku i de l'amir i príncep Genguis Oghlan. Les tropes imperials van abandonar el lloc perseguits pels corasmis que van saquejar els seus campaments. Quan l'emperador ho va saber va decidir enviar a Xah Malik i a Said Ali Tarkhan.
El 1415 se l'esmenta a Bistam dirigint les forces de l'emperador. El 1416 va fer la campanya de Kirman.
Cap al final dels anys 1420 estava en posició d'encarregat de la recaptació d'impostos a Esfahan i potser de facto exercia el govern, fins que fou substituit vers el 1430 per Burhan al-Din Abd al-Samad. A mes d'estar molt involucrat en el govern central també va exercir els governs de Merv i Sarakhs, que a la seva mort va heretar el seu fill Xaykh Abu l-Fadl. A Sarakhs va fundar una institució pietosa que va visitar diverses vegades tant ell com el fill. Se sap que Alikeh tenia també moltes terres repartides per diversos llocs, incluent algunes terres a Egipte. Estava molt interessat en l'agricultura i va plantar una collita de més de 1.000 kharwar de llavor. El fill també va exercir drets de recaptació d'impostos a Esfahan en alguns moments. A Herat va fer construir una madrasa i un mausoleu.
Alikeh va participar en l'expedició da l'Azerbaidjan el 1420; no s'esmenta si va passar el hivern (1420 a 142) al Karabagh però si que va passar el hivern al kixlak de Mazanderan prop d'Astarabad el 1421-1422. També va participar en la segona expedició a l'Azerbaidjan el 1429.
Als darrers anys del regnat de Xah Rukh, a mesura que la administració s'aprimava el poder dels que restaven creixia. i van destacar Alikeh i l'amir Jalal al-Din Firuz Xah, que van adquirir un poder que va crear resentiments. Els dos personatges foren un símbol del poder dels amirs. Tanta influència tenien que els governadors d'Herat no van voler informar dels excesos del kutwal de la fortalesa de la ciutat, anomenada Ikhtiyar al-Din, perquè era un parent d'Alikeh. Segons explica Abd al-Razzak Samarkandi, el kutwal utilitzava el seu parentiu per buscar la companyia de gent de nivell baix (awbash), i rebre favors sexuals tant de noies com de nois; sortia de la fortalesa de manera cerimonial, al toc de tambors i anava al bazar on podia passar un parell de dies bebent vi en abundància sempre acompanyat del toc de tambors i fanfàrries, que eren un símbol del poder i l'autoritat reials per lo que el seu ús en aquestes circumstàncies es especialment remarcable. Tot i el seu comportament, aquest kutwal no va ser substituït en el càrrec fins que va morir el novembre de 1437, i després la posició va passar al seu germà, que afortunadament, es va comportar millor.
Alikeh va morir de mort natural el 14 d'octubre de 1440 i el seus càrrecs van passar al seu fill Xaykh Abu l-Fadl, que va tenir molta menys influència